# Daniel Lozakovich
Daniel Lozakovich (orthographe suédoise Daniel Lozakovitj, russe Даниэль Лозакович), né le 1er avril 2001 à Stockholm, est un violoniste suédois.

## Biographie
Daniel Lozakovich est né d'une mère consultante financière originaire de Bichkek (Kirghizie) et d'un père entrepreneur né en Biélorussie. La mère du musicien rêvait d'élever son fils pour qu'il devienne joueur de tennis. Il commence à étudier le violon à l'âge de quatre ans avec Ludmila Kan, puis étudie sous la  direction de Josef Rissin (de) à l'Université de musique de Karlsruhe en Allemagne et d'Eduard Wulfson (d) en Suisse. Il engage sa carrière solo deux ans plus tard auprès des Virtuoses de Moscou et de Vladimir Spivakov.
En 2016 à l'âge de 15 ans, il signe un contrat d'enregistrement avec Deutsche Grammophon,,,, et son premier album consacré à Bach est sorti en juin 2018, suivi par un deuxième en 2019 consacré à Tchaïkovski.
Daniel Lozakovich joue sur le violon Stradivarius « ex-Sancy » de 1713.

## Discographie
Daniel Lozakovich enregistre pour le label Deutsche Grammophon :
- Bach, Concertos pour violon nos 1 et 2, BWV 1041 et 1042 ; Partita no 2 - Orchestre de chambre de radio bavaroise, dir. Radosław Szulc (d) (octobre/novembre 2017, Deutsche Grammophon). (OCLC 1080599152)
- Tchaïkovski, None but the Lonely Heart : Concerto pour violon et orchestre en ré majeur op. 35 et autres pièces - Orchestre philharmonique national de Russie, dir. Vladimir Spivakov ; Stanislav Soloviev, piano (concert, avril 2019, Deutsche Grammophon) (OCLC 1197362152)
- Beethoven, Concerto pour violon ; Bach, Sonate pour violon seul no 1 - Münchner Philharmoniker, dir. Valery Gergiev (décembre 2019, Deutsche Grammophon) (OCLC 1241732918)